# Homoeolabus analis
Homoeolabus analis là một loài bọ cánh cứng trong họ Attelabidae. Loài này được Illiger miêu tả khoa học năm 1794.